# Alligatorer
Alligatorer er en slægt af krybdyr i krokodille-ordenen med to arter, amerikansk og kinesisk alligator. Det er den eneste slægt i underfamilien Alligatorinae. Navnet "alligator" kommer fra en anglicering af det spanske udtryk: "El Legarto", "øglen".
Man kan forholdsvis nemt se forskel på alligatorer og krokodiller. Alligatornæbet er u-formet (kort og bredt), mens krokodillenæbet er v-formet (langt og smalt), og gavialens næb er ekstremt langt og smalt. Både alligatorer og krokodiller har en meget stor tand i undermunden. Når munden er lukket, er denne tand inde i munden på en alligator, mens den er uden for munden hos en krokodille.